# Ensitellops protexta
Ensitellops protexta är en musselart som först beskrevs av Conrad 1841.  Ensitellops protexta ingår i släktet Ensitellops och familjen Sportellidae. Inga underarter finns listade i Catalogue of Life.